# قلعه‌جیق (جبراییل)
قلعه‌جیق (ترکی آذربایجانی: Qalacıq) یک منطقهٔ مسکونی در جمهوری آرتساخ است که در استان هادروت واقع شده‌است.